# Elecciones parlamentarias de Gambia de 2007
Las elecciones parlamentarias de Gambia tuvieron lugar el 25 de enero de 2007. Fueron elegidos, por sufragio universal, 48 diputados a los que se añadieron cinco nombrados directamente por el presidente. Estos 53 diputados forman la Asamblea Nacional de Gambia, cámara unicameral que ostenta el poder legislativo del país. Fueron aprobados 103 candidatos por la Comisión Electoral Independiente, presentado solamente el gubernamental Alianza para la Reorientación y la Construcción Patriótica candidatos en las 48 circunscripciones.
Se presentaron tres agrupacions políticos, ARC, el Partido Democrático Unificado que no se presentó a las anteriores elecciones al boicotearlas, y la Alianza Nacional para la Democracia y el Desarrollo, formada por cuatro partidos. Se registraron 670.000 votantes de una población total de 1,5 millones. El partido gubernamental ganó las elecciones con una amplia mayoría, obteniendo 42 escaños aunque sólo el 60% de los votos. La participación superó escasamente el 40%. El líder de la oposición, Ousainou Darboe, denunció tras las elecciones que las fuerzas de seguridad habían impedido el correcto desarrollo de la campaña electoral.
Después de las elecciones, el presidente Yahya Jammeh afirmó que "los distritos electorales que votaron en mi contra no deben esperar proyectos de desarrollo de mi gobierno. Quiero enseñar que la oposición en África no paga."

## Resultados
| Partidos                                                          | Votos   | %     | Escaños | Variación |
| ----------------------------------------------------------------- | ------- | ----- | ------- | --------- |
| Alianza para la Reorientación y la Construcción Patriótica (APRC) | 157.392 | 59,7  | 42      | –3        |
| Partido Democrático Unificado (UDP)                               | 57.545  | 21,8  | 4       | [ 6 ]     |
| Alianza Nacional para la Democracia y el Desarrollo (NADD)        | 29.773  | 11,3  | 1       | –2        |
| Independientes                                                    | 18.751  | 7,1   | 1       | +1        |
| APRC (nombrados por el presidente)                                | —       | —     | 5       | 0         |
| Total                                                             | 263.461 | 100,0 | 53      | —         |